# Marcel van Zeeland
Marcel Van Zeeland est une personnalité belge née en 1897 à Soignies en Belgique et décédée en 1972 au Cannet (Alpes-Maritimes) en France.

## Biographie
Il naît à Soignies en Province de Hainaut le 2 juin 1897.
Docteur en droit et licencié en sciences commerciales et consulaires des universités de Mons, Louvain et Princeton, il contribua à la fondation du Centre européen d'études burgondo-médianes à Louvain. Il en fut le premier président.
Il fut trésorier général de la Croix-Rouge internationale à Genève et Directeur fondateur de la Banque des règlements internationaux à Bâle.
Marcel Van Zeeland est anobli en 1954 (Baron).
Il décède au Cannet dans les Alpes-Maritimes, en France le 26 janvier 1972.

## Sources
1. ↑  (en) PAUL-EMILE SCHAZMANN, « La Bibliographie du Centre européen d'études burgondo-médianes », Libri, vol. 13, no 2,‎ 1er janvier 1963, p. 112–117 (ISSN 1865-8423, DOI 10.1515/libr.1963.13.2.112, lire en ligne, consulté le 23 septembre 2020).

- Personnages connus de Soignies, sur soignies.com (consulté le 14 mai 2011)
- Libri. Volume 13, Issue 2, Pages 112–117,  (ISSN 1865-8423 et 0024-2667), DOI 10.1515/libr.1963.13.2.112, //1963